# Niklaus Wenk
Niklaus Wenk (* 28. Januar 1913; † 12. August 2013) gehörte zu den wichtigsten Vertretern der Appenzeller und Toggenburger Bauernmalerei.

## Leben
Niklaus Wenk stammt aus Wildhaus im Toggenburg. Bevor er mit dem Malen anfing, war er Bauer, Wildheuer und Holzer. Wenk malte erst seit 1980, als ihm eine schwere Operation das Arbeiten verunmöglichte. Ohne Malen gelernt zu haben, begann er den bäuerlichen Alltag abzubilden. Seine Bilder werden der naiven Malerei zugeordnet. Einige Bilder werden in Sammlungen der Kunstmuseen ausgestellt. Es gibt auch Einzelausstellungen.
Bis 2006 wohnte Niklaus Wenk im alten Tätschhaus in Boselen, Wildhaus, zuletzt lebte er in einem Altersheim in Alt St. Johann. Er war Vater von vier Söhnen und vier Töchtern, zwei der Söhne führen seinen landwirtschaftlichen Betrieb weiter.

## Ausstellungen
- Urnäsch, Appenzeller Brauchtumsmuseum, Sammlung
- Zürich, Haus Appenzell, Einzelausstellung bis 26. Januar 2008